# Carla Bogaards
Carla Bogaards (Voorburg, 12 juli 1947) is een Nederlandse dichteres en schrijfster.

## Biografie
Carla Bogaards heeft een groot aantal publicaties op haar naam staan die zeer goed ontvangen zijn door de pers: een biografie van een beroemde schilder, romans, dichtbundels, korte verhalen, essays.
In oktober is haar nieuwste dichtbundel uitgekomen met de titel BO, dat nooit eerder in de geschiedenis van de dichtkunst is geschreven. BO is ongeëvenaard en uniek ik zijn soort. Bo is een cyclus van gedichten die ontroeren, prikkelen, verrassen en verontrusten, en soms grappig zijn, met bijzondere verbeeldende woorden, geheimzinnige metaforen en onverwachte wendingen. BO zit vol met fantasieën waar niemand nog opgekomen is. De dichtbundel BO bevat geheimen.
Carla Bogaards werkt ook als schrijfcoach, alle genres, volgens haar eigen procedé.

### Poëzie
- Ik kom op niets - (1982)
- De reigers van Amsterdam - (Dekker, 1987)
- De bruinvisvrouw  - (De Bezige Bij, 1989)
- Lillian Sugar Baby - (De Bezige Bij, 1990)
- God bewogen - (Meulenhoff, 1997)
- Kleine hittegolf in mei - (Meulenhoff, 2003)

### Proza
- Lena en de mannen - (Novella, 1985)
- Meisjesgenade - (Muntinga, 1992)
- Eigen vlees en bloed - (Meulenhoff, 1995)
- Het gezichtsbedrog - (Meulenhoff, 2000)
- Roes - (Nieuw Amsterdam, 2005)
- De verdronken postbode - Compaan, 2009)

### Over Bogaards
- J. van der Meulen, Het breekbare hart van Carla Bogaards, interview in: Jonas 20 (1989-1990) 2, p. 16-20;